# Геннігсдорф
Геннігсдорф (нім. Hennigsdorf) — місто у Німеччині, у землі Бранденбург. 
Входить до складу району Обергафель. Площа — 31,29 км2. Населення становить 26 559 ос. (станом на 31 грудня 2020). Офіційний код — 12 0 65 136. 
Місто поділяється на 3 міських райони. 
У місті розташований локомотивобудівний електротехнічний завод «Ганс Баймлер» (нім. Lokomotivbau Elektrotechnische Werke), названий на честь антифашиста Г. Баймлера, що випускав електровози, у тому числі для залізниць СРСР (Див. електровоз ЕЛ21).

## Географії

### Сусідні міста та громади
Геннігсдорф межує з 5 містами / громадами:
- Фельтен
- Гоен-Ноєндорф
- Берлін
- Шенвальде-Глін
- Оберкремер

## Демографія
- Динаміка населення з 1875 року в сучасних кордонах (Синя лінія: населення; Пунктир: відносна порівняльна динаміка населення землі Бранденбург; Сірий фон: період Третього рейху; Помаранчевий фон: період НДР)
- Динаміка населення (синя лінія) і прогнози

| Рік  | Населення |
| ---- | --------- |
| 1875 | 863       |
| 1890 | 1 178     |
| 1910 | 2 764     |
| 1925 | 7 914     |
| 1933 | 10 503    |
| 1939 | 13 383    |
| 1946 | 13 671    |
| 1950 | 16 611    |
| 1964 | 21 160    |
| 1971 | 25 093    |

| Рік  | Населення |
| ---- | --------- |
| 1981 | 28 155    |
| 1985 | 27 788    |
| 1989 | 25 770    |
| 1990 | 25 062    |
| 1991 | 24 737    |
| 1992 | 24 573    |
| 1993 | 24 505    |
| 1994 | 24 482    |
| 1995 | 24 528    |
| 1996 | 24 349    |

| Рік  | Населення |
| ---- | --------- |
| 1997 | 24 637    |
| 1998 | 25 472    |
| 1999 | 26 197    |
| 2000 | 26 306    |
| 2001 | 26 390    |
| 2002 | 26 435    |
| 2003 | 26 282    |
| 2004 | 26 142    |
| 2005 | 26 139    |
| 2006 | 26 007    |

| Рік  | Населення |
| ---- | --------- |
| 2007 | 25 891    |
| 2008 | 25 729    |
| 2009 | 25 900    |
| 2010 | 25 909    |
| 2011 | 25 597    |
| 2012 | 25 704    |
| 2013 | 25 800    |
| 2014 | 25 928    |
| 2015 | 26 264    |
| 2016 | 26 139    |

| Рік  | Населення |
| ---- | --------- |
| 2017 | 26 369    |
| 2018 | 26 272    |
| 2019 | 26 345    |
| 2020 | 26 559    |

## Міста-партнери
- Кралупи-на-Влтаві, Чехія
- Шуазі-ле-Руа, Франція
- Альсдорф, Північний Рейн-Вестфалія, Німеччина

## Галерея

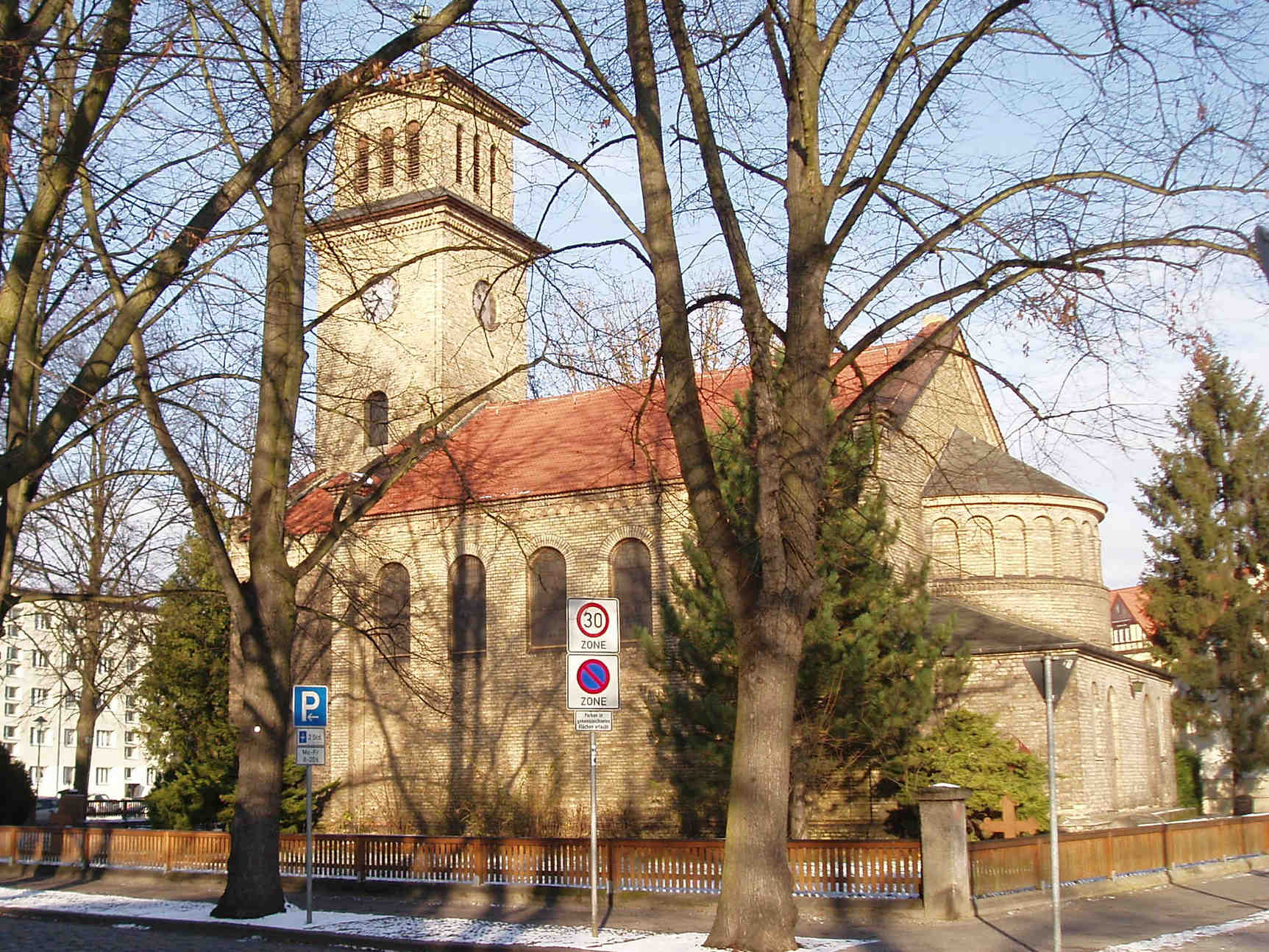
Кірха Мартіна Лютера
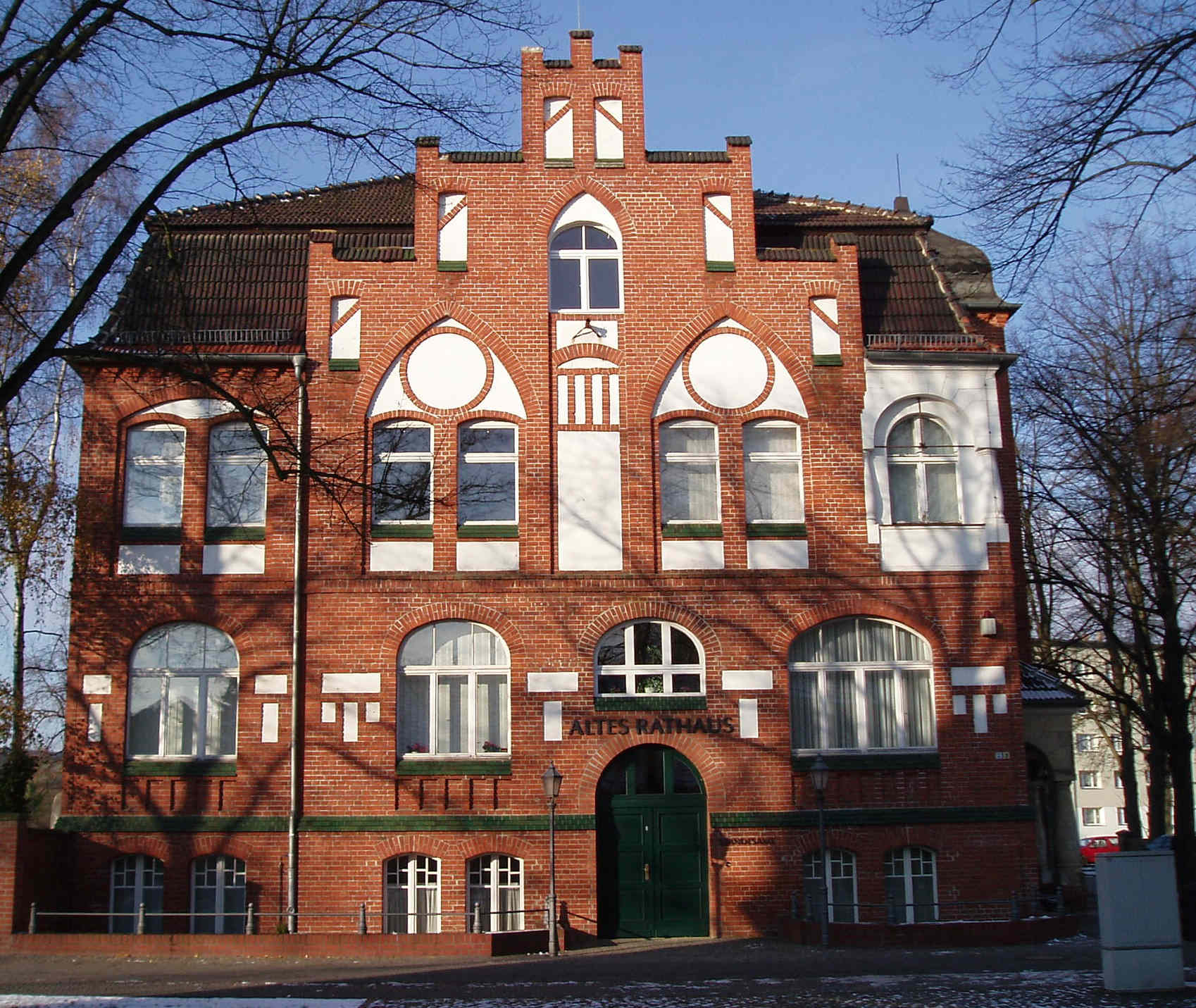
Стара ратуша
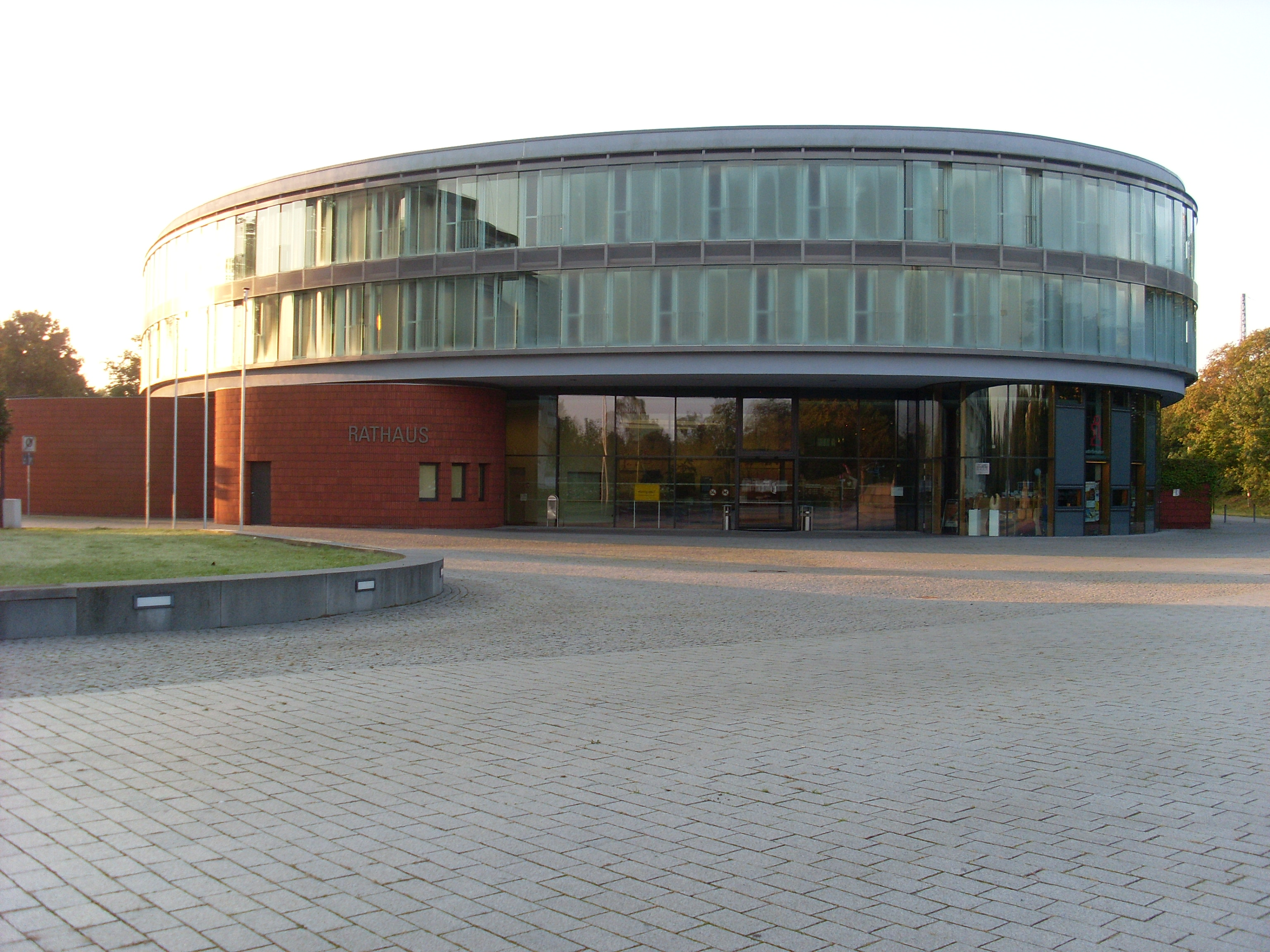
Нова ратуша
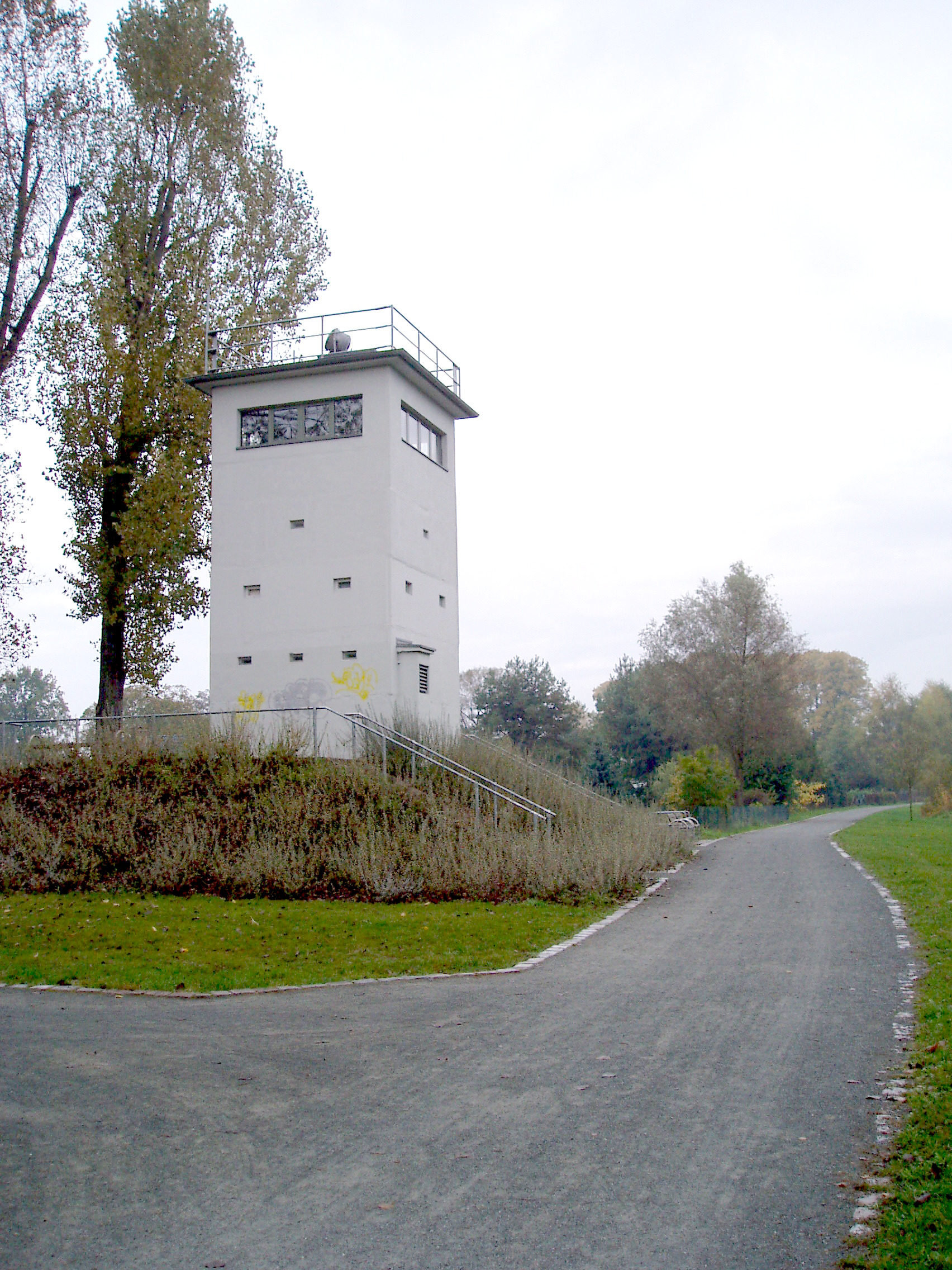
Прикордонна вежа у районі Нідерноєндорф
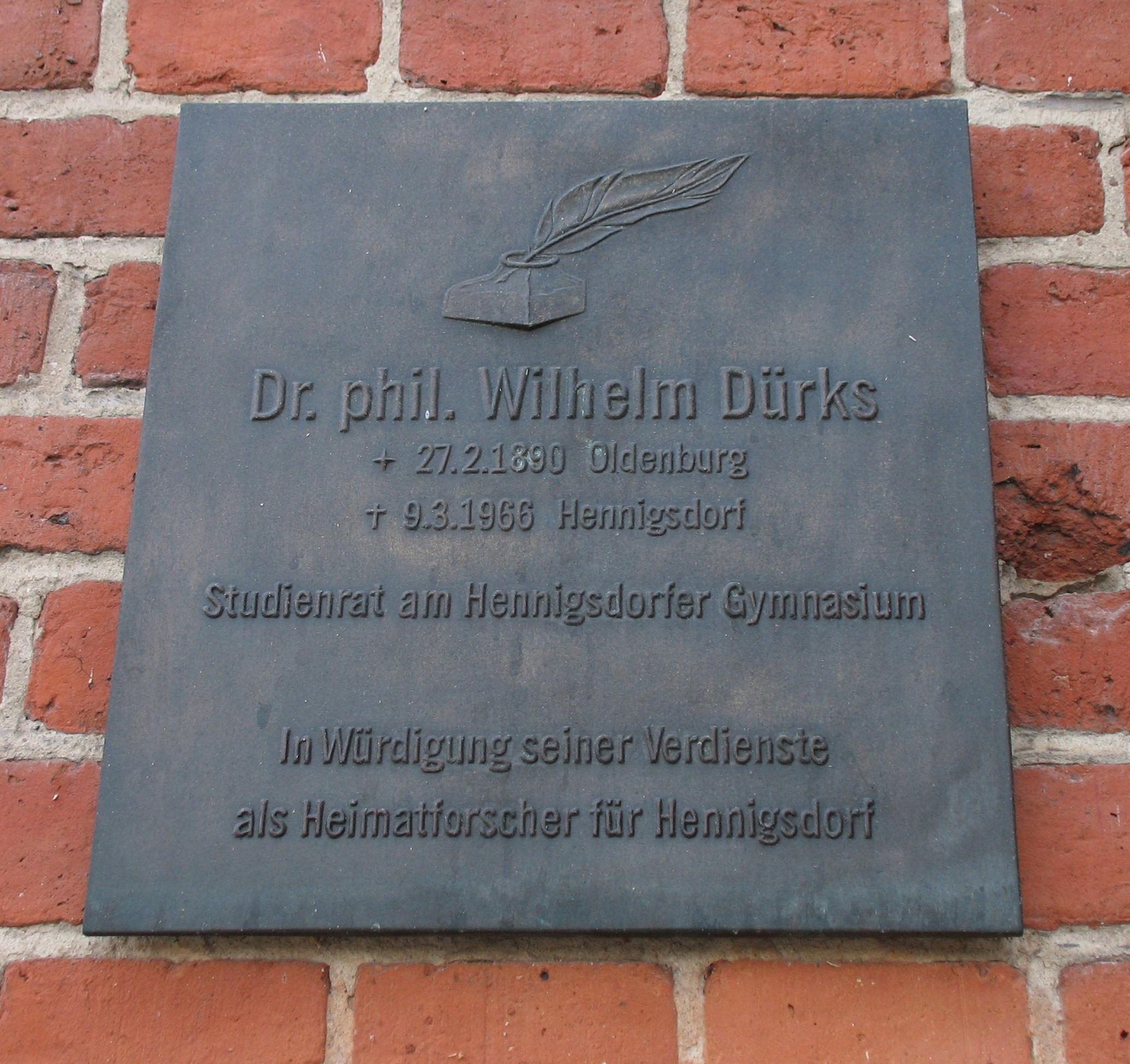
Дошка Вільгельма Дюркса